# Retrocomputação

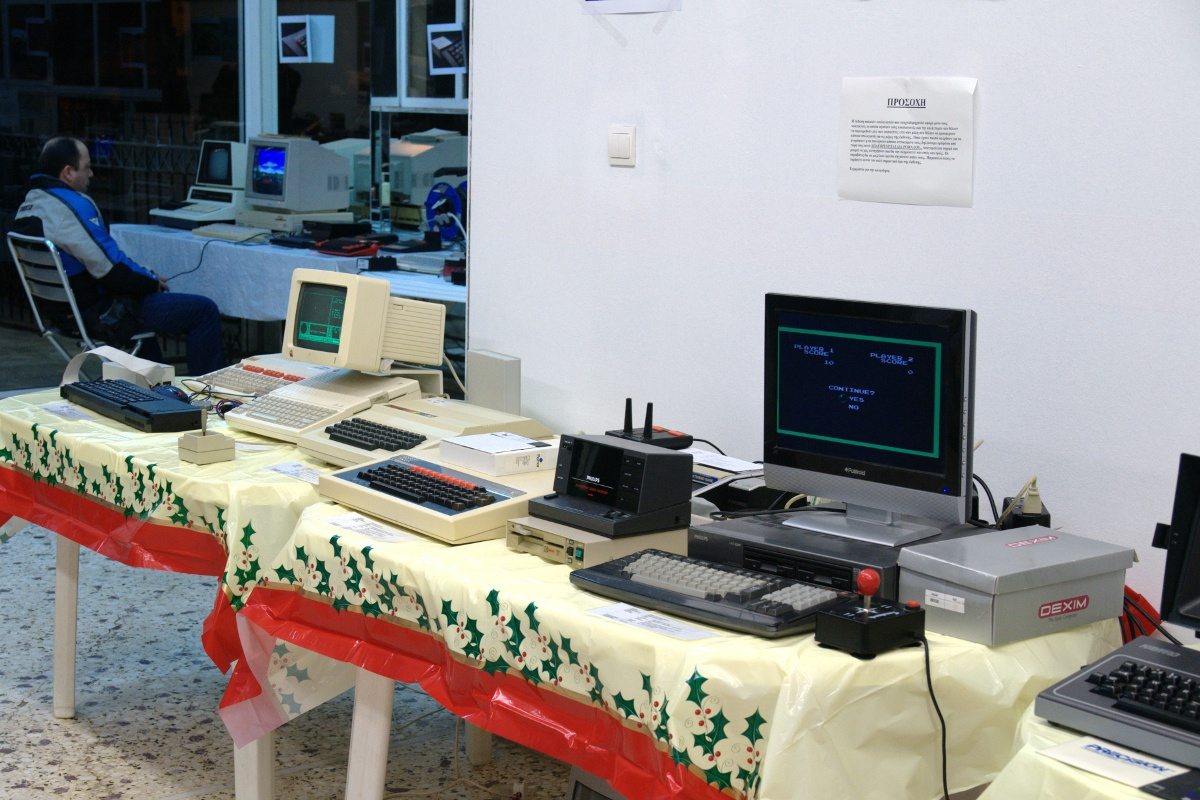
Computadores antigos em um evento de retrocomputação.

Retrocomputação é o uso de hardware e software de computadores antigos em tempos atuais. A retrocomputação é geralmente classificada como um hobby e recreação, em vez de uma aplicação prática da tecnologia. Entusiastas geralmente colecionam hardwares e softwares raros e valiosos por razões sentimentais, no entanto, alguns fazem uso deles.
Alguns entusiastas da retrocomputação também consideram o "homebrewing" (projetar e construir computadores ou kits de estilo retrô), um aspecto importante do hobby, dando aos novos entusiastas a oportunidade de experimentar mais plenamente o que os primeiros anos da computação de hobby eram. Existem várias abordagens diferentes para esse fim. Alguns são réplicas exatas de sistemas mais antigos e alguns são designs mais recentes baseados nos princípios de retrocomputação, enquanto outros combinam os dois, com recursos novos e antigos no mesmo pacote.
Devido à sua baixa complexidade, juntamente com outras vantagens técnicas, os computadores de 8 bits são frequentemente redescobertos para a educação, especialmente para aulas introdutórias de programação no ensino fundamental. Os computadores de 8 bits são ligados e apresentam diretamente um ambiente de programação; não há distrações e não há necessidade de outros recursos ou conectividade adicional. 